# Regilio Tuur
Regilio Tuur (* 12. August 1967 in Paramaribo, Suriname als Rogilio Benito Tuur) ist ein ehemaliger niederländischer Boxer. Er war Teilnehmer der Olympischen Spiele 1988 und Weltmeister der World Boxing Organization (WBO) im Superfedergewicht. 1994 wurde er zu Niederlands Sportler des Jahres gewählt.

## Amateurkarriere
Regilio Tuur gewann eine Bronzemedaille im Federgewicht bei den Europameisterschaften 1987 in Turin und nahm 1988 an den Olympischen Spielen in Seoul teil; nach Siegen gegen den Weltmeister Kelcie Banks, den Afrikameister John Wanjau und den Britischen Meister David Anderson, schied er im Viertelfinale gegen den späteren Silbermedaillengewinner Daniel Dumitrescu auf einem fünften Platz aus.

## Profikarriere
Von Juli 1989 bis September 1996 boxte er als Profi und gewann am 3. Dezember 1992 den Europameistertitel der EBU im Superfedergewicht durch einen Punktsieg gegen Jacobin Yoma, verlor den Titel jedoch in der zweiten Verteidigung in einem Rückkampf gegen Yoma.
Am 24. September 1994 besiegte er den US-Amerikaner Eugene Speed einstimmig beim Kampf um den WBO-Weltmeistertitel im Superfedergewicht und verteidigte den Gürtel anschließend gegen den Kanadier Tony Pep, den US-Amerikaner Pete Taliaferro, den Kolumbianer Luis Mendoza, den Italiener Giorgio Campanella, den Mexikaner Narciso Romo und den Dominikaner Jose Ramos, ehe er seine Karriere 1996 beendete.
Im August 2001 gab er ein Comeback und bestritt bis Mai 2002 noch vier Kämpfe, von denen er drei gewann. Seine Niederlage erlitt er im November 2001 gegen Orlando Salido.